# Cal Vallès (el Pla del Penedès)
Cal Vallès és un edifici del Pla del Penedès (Alt Penedès) protegit com a bé cultural d'interès local. Casa cantonera, composta de planta baixa i pis. Coronament de formes ondulades, obertures de la façana sota arcs rebaixats motllurats. Balcons al primer pis, de planta ondulada. Balcó central tripartit amb columnes prismàtiques i capitells florals. A l'interior de la casa es conserven arcs de pedra que corresponen a la masia anterior a l'última reforma. La casa és molt antiga, del 1300. L'última reforma és dels volts del 1900.

## Història
1. ↑  «Casa Vallés». Inventari del Patrimoni Arquitectònic de Catalunya.   Direcció General del Patrimoni Cultural de la Generalitat de Catalunya. [Consulta: 31 agost 2015].